# Deutsche Zeitung (1847–1850)

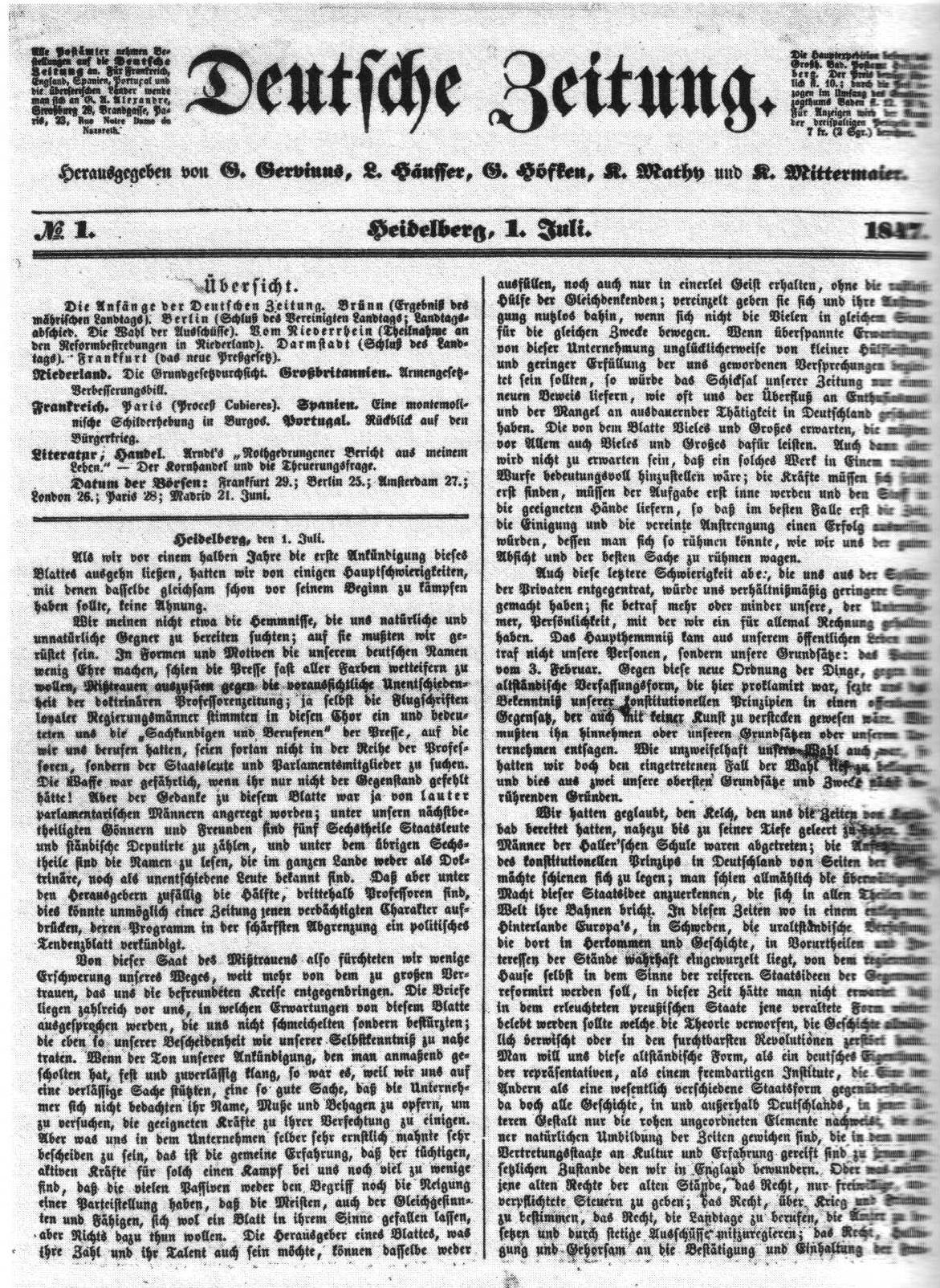
Erstausgabe der Deutschen Zeitung

Die Deutsche Zeitung war eine vom 1. Juli 1847 bis Ende September 1850 bestehende Zeitung mit bürgerlich-liberaler Ausrichtung. Die programmatische Ausrichtung des Blattes auf ganz Deutschland war ungewöhnlich, denn Deutschland bestand noch aus Einzelstaaten, auch wenn sich der Zusammenschluss im Rahmen der Märzrevolution von 1848 bereits andeutete. Redakteur war Rudolf Lohbauer.

## Verlag und Erscheinen
Die Gründung der Deutschen Zeitung war das Ergebnis eines Treffens oppositioneller badischer Abgeordneter am 29. November 1846 in Durlach. Friedrich Daniel Bassermann und Karl Mathy, die gemeinsam die Bassermannsche Verlagsbuchhandlung betrieben, kümmerten sich anschließend um den Aufbau eines Korrespondentennetzes aus dem gesamten Deutschen Bund. Mit Vertrag vom 10. März 1847 wurden Carl Mittermaier, Georg Gottfried Gervinus, Ludwig Häusser und Mathy zu Herausgebern bestellt. Prägendster Herausgeber der Zeitung war hierbei der Heidelberger Historiker Gervinus, nach dessen Austritt aus der Herausgeberschaft kam Häusser die führende Rolle zu.
Nach Kalkulationen Bassermanns sollte die Zeitung ab einer Auflage von 3.000 Stück rentabel sein, was weit über der üblichen Auflagenhöhe von Zeitungen in Baden lag, die zu dieser Zeit maximal bei 1.000 Stück lag. Die Erstausgabe erschien in einer Auflage von 1.500 Exemplaren, bereits Ende 1847 hatte die Zeitung 3.000 Exemplare erreicht, 1848 erreichte die Auflage ihren Höhepunkt mit ca. 4.000 Stück. 
Die Deutsche Zeitung erschien zu Beginn in Heidelberg in der Bassermannschen Verlagsbuchhandlung. Da Bassermann als Vorsitzender des Verfassungsausschusses der Frankfurter Nationalversammlung sich ab Mai 1848 verstärkt auf die Politik konzentrieren wollte, wurde die Zeitung am 1. August 1848 für 12.000 Gulden an den Leipziger Karl August Reimer (1801–1858), Eigentümer der Frankfurter Weidmannschen Buchhandlung, verkauft. Ab dem 1. Oktober 1848 war Frankfurt am Main Erscheinungsort der Zeitung.
Nach der Niederschlagung der Revolutionen von 1848/49 und der Diskreditierung des gemäßigten Liberalismus im Rahmen der Reichsverfassungskampagne stellte die wirtschaftlich stets verlusttragende Zeitung 1850 ihr Erscheinen ein.

## Bedeutung und politische Position
Die Deutsche Zeitung verstand sich im Vorfeld der Märzrevolution als Leitorgan des aufgeklärten bürgerlichen Liberalismus. Die Wahl des Namens sollte programmatisch die Einigung Deutschlands vorwegnehmen und betreiben, die Zeitung verstand sich quasi als staatstragendes Organ des noch nicht existierenden geeinten liberalen Deutschlands. Insgesamt 24 Abgeordnete der Frankfurter Nationalversammlung schrieben für die Deutsche Zeitung.
Inhalt, politische Ausrichtung und Stil der Zeitung waren stark durch bekannte und meinungsführende liberale Persönlichkeiten geprägt. Die Mitarbeiter kamen hauptsächlich aus dem Umfeld der süddeutschen gemäßigten Liberalen, darunter viele Hochschullehrer und Politiker wie Friedrich Christoph Dahlmann, Heinrich von Gagern, Theodor Reh, Friedrich Theodor Vischer und Gustav Höfken. Über Berichterstatter und einen Ehrenrat wurden liberale Persönlichkeiten aus ganz Deutschland an die Zeitung gebunden, beispielsweise Hans Adolph Erdmann von Auerswald, Wilhelm Beseler, Georg Beseler, David Hansemann, Heinrich Karl Jaup, Albert Schott, Karl Wilhelm Wippermann und Maximilian Graf von Schwerin-Putzar.
Die Deutsche Zeitung formulierte dies in ihrer Erstausgabe wie folgt:

„[…] der Gedanke zu diesem Blatt war ja von lauter parlamentarischen Männern angeregt worden; unter unsern nächstbetheiligten Gönnern und Freunden sind fünf Sechstheile Staatsleute und ständische Deputirte zu zählen, und unter dem übrigen Sechstheile sind die Namen zu lesen, die im ganzen Lande weder als Doktrinäre, noch als unentschiedene Leute bekannt sind. Daß aber unter den Herausgebern zufällig die Hälfte, drittehalb Professoren sind, dies könnte unmöglich einer Zeitung jenen verdächtigen Charakter aufdrücken, deren Programm in der schärfsten Abgrenzung ein politisches Tendenzblatt verkündigt.“

Folglich war die Deutsche Zeitung von Beginn an eher ein Organ des intellektuellen, politisch gebildeten Bürgertums und wandte sich daher gegen radikale und revolutionäre Positionen, wie sie zunehmend von Gustav Struve, Friedrich Hecker und Joseph Fickler vertreten wurden. Dagegen unterstützte sie die Positionen der Heppenheimer Tagung, den Deutschen Zollverein, die Verfassungsarbeit der Frankfurter Nationalversammlung und stand insbesondere der Casino-Fraktion der Paulskirche nahe.  Die Zeitung hatte deutschlandweit einen großen Einfluss auf gehobene Bildungsschichten, wurde jedoch ab 1849 in ihrer Bedeutung durch die Radikalisierung der Märzrevolution im Zuge der Reichsverfassungskampagne und die sich anbahnende Niederlage der gemäßigten Kräfte in ihrem Einfluss beschnitten, da sie mit diesem Zeitungskonzept keine Massenwirkung entfalten konnte.
Die Linke – die sich durch die Radikalisierung ihrer Positionen vom Verbündeten der Liberalen zu ihrem Gegner gewandelt hatte – setzte dagegen auf ein völlig anderes Zeitungskonzept, insbesondere, nachdem in Baden Innenminister Bekk am 27. Februar 1848 die Pressegesetze gelockert hatte. Hierbei verfassten meist einzelne Journalisten flugblattartige Zeitungen im Umfang von nur wenigen Seiten, die in einer Auflage von maximal 1.000 Stück zwei- bis dreimal die Woche erschienen. So hatten beispielsweise die Konstanzer Seeblätter eine maximale Auflage von 700 Stück. Angesichts der Zielgruppe, die oft leseschwach, bildungsfern und deren Autoritätsgläubigkeit gegenüber Drucksachen sehr hoch war, war der Stil im Gegensatz zur Deutschen Zeitung argumentativ stark vereinfachend und in den Folgerungen aggressiv und gegen den politischen Gegner direkt vorgehend. Oft wurden hierbei die Regierung, alle Vermögenden („Geldsäcke“) sowie Beamte und Adel pauschal verunglimpft und zu deren physischer Vernichtung aufgerufen. Über Volksvereine wurden diese Blätter, darunter die Heidelberger Republik, die Mannheimer Abendzeitung und der Volksführer, in die entlegensten Winkel verteilt und erreichten so eine große Zahl an Bauern, Handwerkern und Arbeitern.
Zwar wehrten sich die in diesen Publikationen ebenfalls als Volksverräter titulierten Liberalen in der Deutschen Zeitung, indem sie in ihrem Blatt die Linke als Pöbel, der Anarchie predige, bezeichneten, erreichten aber natürlich auch damit keine Öffentlichkeit. Das Schicksal der Deutschen Zeitung steht somit auch exemplarisch für die unterschiedliche Öffentlichkeitswirkung der gemäßigten Liberalen und der radikalen Demokraten während der Hochphase der Märzrevolution.

## Digitalisat
- Deutsche Zeitungbei der Bayerischen Staatsbibliothek